# Ludwig Gauckler
Ludwig Julius Gauckler (* 21. September 1948 in Stuttgart) ist ein deutscher Physiker und emeritierter Professor an der ETH Zürich.

## Leben
Ludwig Gauckler studierte Physik, Mathematik und Chemie an der Universität Stuttgart. Er promovierte 1976 am Max-Planck-Institut für Metallforschung bei Günter Petzow. Anschliessend arbeitete er zwei Jahre an der University of Michigan in Ann Arbor, bevor er 1978 in Schaffhausen in das Forschungsinstitut der Alusuisse eintrat und dort bis 1988 tätig war. Am 1. Juli 1988 trat er seine Position als ordentlicher Professor für nichtmetallische Werkstoffe im Departement Werkstoffe der ETH Zürich an. Während seiner Amtszeit war er mehrmals Vorsteher des Departements Werkstoffe. Er emeritierte 2012.

## Forschung
Ein wesentlicher Teil seiner Aktivitäten investierte Gauckler in die Entwicklung von Herstellverfahren für verschiedene keramische Werkstoffe. So entwickelte er ein Verfahren, das eine Enzymreaktion für die Verfestigung einer zuvor flüssigen Suspension mit Keramikpulver nutzt. Ein weiteres von ihm entwickeltes Verfahren ermöglicht die Herstellung individuell gefertigter Bauteile aus Hochleistungskeramik mit hoher Formgenauigkeit ohne mechanische Nachbearbeitung.
Seine Arbeiten im Bereich der Hochtemperatursupraleiter aus der Bismut-Strontium-Calcium-Kupferoxid-Familie zielen darauf ab, deren Stromtragfähigkeit bei der Temperatur von Flüssigstickstoff zu erhöhen und damit die praktische Anwendung dieser Werkstoffe zu verbessern.
Die Anwendung von Festoxidbrennstoffzellen wurde durch die Entwicklung verbesserter Elektroden optimiert.
Gauckler arbeitete ebenfalls an der computergestützten Modellierung thermodynamischer Reaktionen in Phasengleichgewichten.

## Ehrungen und Auszeichnungen
- 1994 Gold ribbon der National Academy of Science, Technology and Society, USA, für den neuen Ansatz in der Enzymkatalyse in der keramischen Formgebung
- 1998 Fellow der American Ceramic Society
- 2006 Christian-Friedrich-Schönbein-Medaille des European Solid Oxide Fuel Cell Forum
- 2007 Richard and Patricia Spriggs Phase Equilibria Award der American Ceramic Society
- 2008 Wei-Lun-Professur der Chinesischen Universität Hongkong
- 2009 Orton-Vorlesung an der Jahresversammlung der American Ceramic Society
- 2013 Distinguished Life Member der American Ceramic Society

## Publikationen (Auswahl)
- Ludwig Julius Gauckler: Gleichgewichtsuntersuchungen in den Systemen Si-Al-N-O und Si-Al-Be-N-O. Stuttgart 1976 (ibs-bw.de).
- André R. Studart, Urs T. Gonzenbach, Elena Tervoort, Ludwig J. Gauckler: Processing Routes to Macroporous Ceramics: A Review. In: Journal of the American Ceramic Society. Band 89, Nr. 6, Mai 2006, S. 1771–1789, doi:10.1111/j.1551-2916.2006.01044.x.